# Duchy League
La Duchy League è una lega calcistica inglese basata sulla metà orientale della Cornovaglia, Regno Unito, ma include anche alcuni lati da oltre confine, nel Devon. Consiste in totale in sei divisioni, in cui la Duchy League Premier Division, si trova al livello 14 della piramide inglese. È alimentata dalla East Cornwall League Division One. Nel 2013-2014, il Pensilva ha vinto la Premier Division, e ha ottenuto la promozione in East Cornwall League.
La lega è stata formata nel 1965 dalla fusione tra la Liskeard & District League e la St. Austell & District League.

## Squadre 2014-2015
- Premier Division

Lamerton | Looe Town | Lostwithiel | North Petherwin | Padstow United | Pelynt | St. Columb Major | St. Dominick riserve | St. Newlyn East | St. Stephen | Saltash United 'A' | Torpoint Athletic 'A'
- Division One

Altarnun | AFC Bodmin | Biscovey | Edgcumbe riserve | Foxhole Stars | Godolphin Atlantic riserve | Grampound | Launceston College Phoenix | Premier Sixes | St. Cleer | St. Mawgan | St. Minver
- Division Two

Callington Town 'A' | Calstock | Gerrans & St. Mawes United | Gunnislake | Holywell & Cubert | Lifton | North Hill | Packhorse Athletic | St. Dennis riserve | St. Neot | Sticker riserve | Stoke Climsland
- Division Three

Boscastle | Gorran | Grampound riserve | Lanivet Inn | North Petherwin riserve | Queens Rangers | St. Breward | St. Cleer riserve | St. Stephen riserve | Tintagel | Tregony | Veryan
- Division Four

Delabole United | Godolphin Atlantic 'A' | High Street | Lanreath riserve | Mevagissey riserve | Pelynt riserve | Rame Peninsula | St. Merryn | St. Minver riserve | Southgate Seniors | Tregrehan Mills | Wadebridge Town 'A'
- Division Five

Boscastle riserve | Kilkhampton | Padstow United riserve | Pensilva riserve | Real Saltash | Roche riserve | St. Dennis 'A' | St. Mawgan riserve | St. Newlyn East riserve | St. Teath riserve | Saltash United 'B' | Week St. Mary

## Albo d'oro
| Stagione  | Premier                 | One                     | Two                     | Three                        | Four                         | Five                         |
| --------- | ----------------------- | ----------------------- | ----------------------- | ---------------------------- | ---------------------------- | ---------------------------- |
| 2003-2004 | Biscovey                | St. Austell riserve     | Nanpean Rovers riserve  | Dobwalls riserve             | Edgcumbe                     | Looe Town                    |
| 2004-2005 | Polperro                | Lanreath                | Lamerton                | Edgcumbe                     | St. Mawgan riserve           | Holywell Bay/Cubert Athletic |
| 2005-2006 | St. Columb Major        | Lamerton                | Edgcumbe                | Lanivet                      | Holywell Bay/Cubert Athletic | Week St. Mary                |
| 2006-2007 | Bere Alston United      | St. Stephen's Borough   | Looe Town               | Holywell Bay/Cubert Athletic | Lostwithiel                  | Stratton United              |
| 2007-2008 | St. Stephen's Borough   | Looe Town               | St. Cleer riserve       | Bodmin Saints                | Gorran                       | St. Austell riserve          |
| 2008-2009 | Edgcumbe                | St. Cleer               | Bodmin Saints           | Looe riserve                 | St. Austell riserve          | Perranporth riserve          |
| 2009-2010 | St. Teath riserve       | Altarnun                | St. Newlyn East         | AFC St. Austell riserve      | Gerrans                      | Charlestown Saints           |
| 2010-2011 | Torpoint Athletic 'A'   | Calstock                | AFC St. Austell riserve | Sticker riserve              | North Petherwin              | LC Phoenix                   |
| 2011-2012 | Fowey United            | AFC St. Austell riserve | Biscovey                | North Petherwin              | LC Phoenix                   | St. Cleer riserve            |
| 2012-2013 | AFC St. Austell riserve | Pensilva                | Padstow United          | St. Minver                   | North Hill                   | Veryan                       |
| 2013-2014 | Pensilva                | St. Dominick riserve    | Foxhole Stars riserve   | Callington Town 'A'          | Veryan                       | St. Merryn                   |